# Pilnik

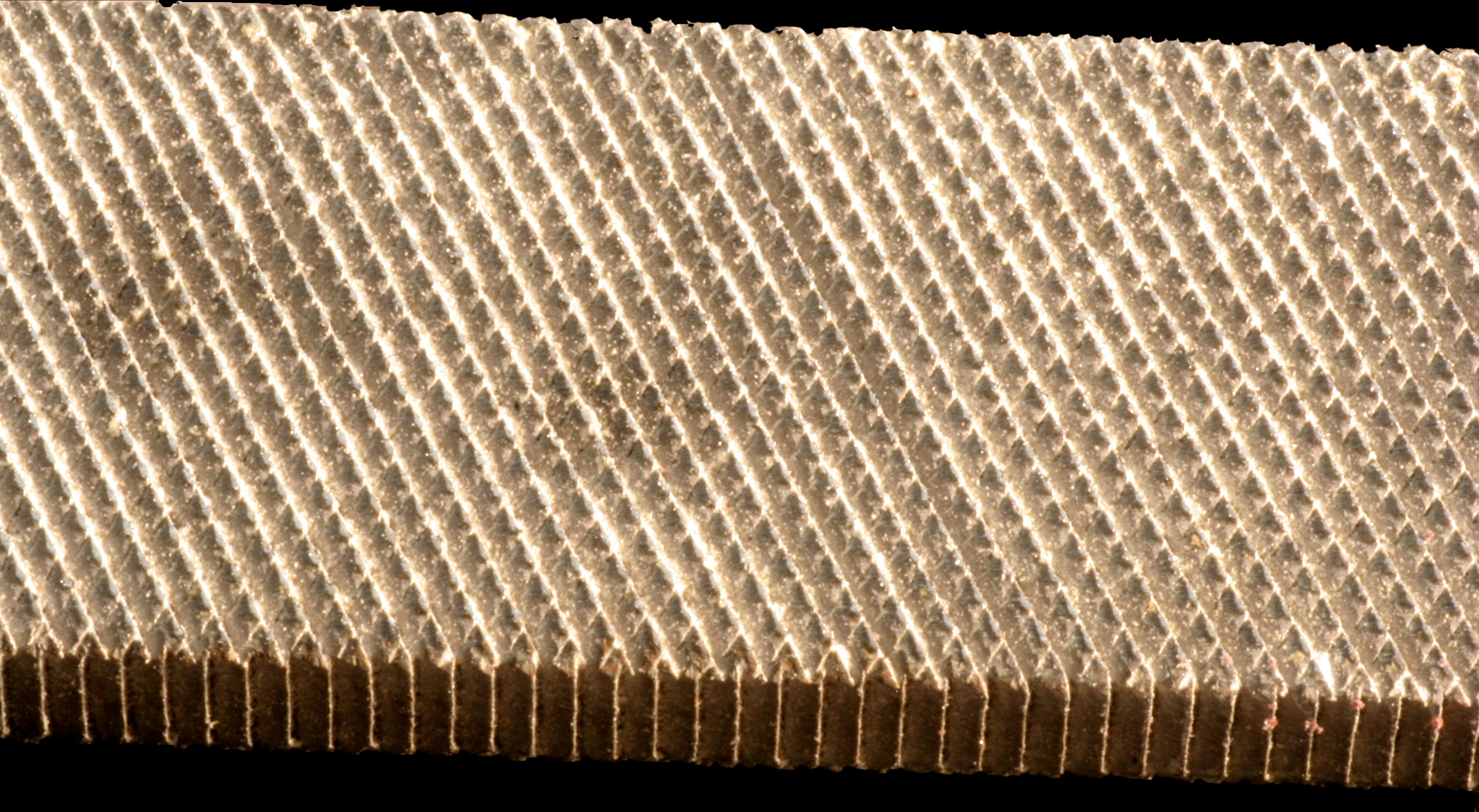
Nacięcia krzyżowe na pliniku

Pilnik – narzędzie służące do piłowania, czyli skrawania z obrabianej powierzchni cienkiej warstwy o grubości od 0,01 do 1 mm.

## Budowa
Pilniki wykonane są ze stali węglowej narzędziowej (np. N12) lub stali narzędziowej stopowej (np. NC5). Składają się z części roboczej i uchwytu. Na uchwycie zwykle osadzona jest rękojeść. Na powierzchniach części roboczej nacięte są zęby, nachylone w jedną stronę, ustawione skośnie względem osi pilnika. Najczęściej stosowane jest nacięcie krzyżowe. Po nacięciu zębów pilniki są hartowane do twardości powyżej 60 HRC. Pilniki różnią się między sobą wielkością, wielkością zębów oraz kształtem. Pilniki mogą mieć przekrój owalny, trójkątny, okrągły, prostokątny, płaski, soczewkowy, kwadratowy, mieczowy, półokrągły lub inny.
W zależności od liczby nacięć przypadających na centymetr długości rozróżnia się następujące pilniki:
- zdzieraki (4,5–12,5)
- równiaki (5,6–16)
- półgładziki (9,5–23,6)
- gładziki (13,2–31,5)
- gładziki podwójne (20–45)
- jedwabniki (35,5–67)

## Zastosowanie

Zestaw iglaków

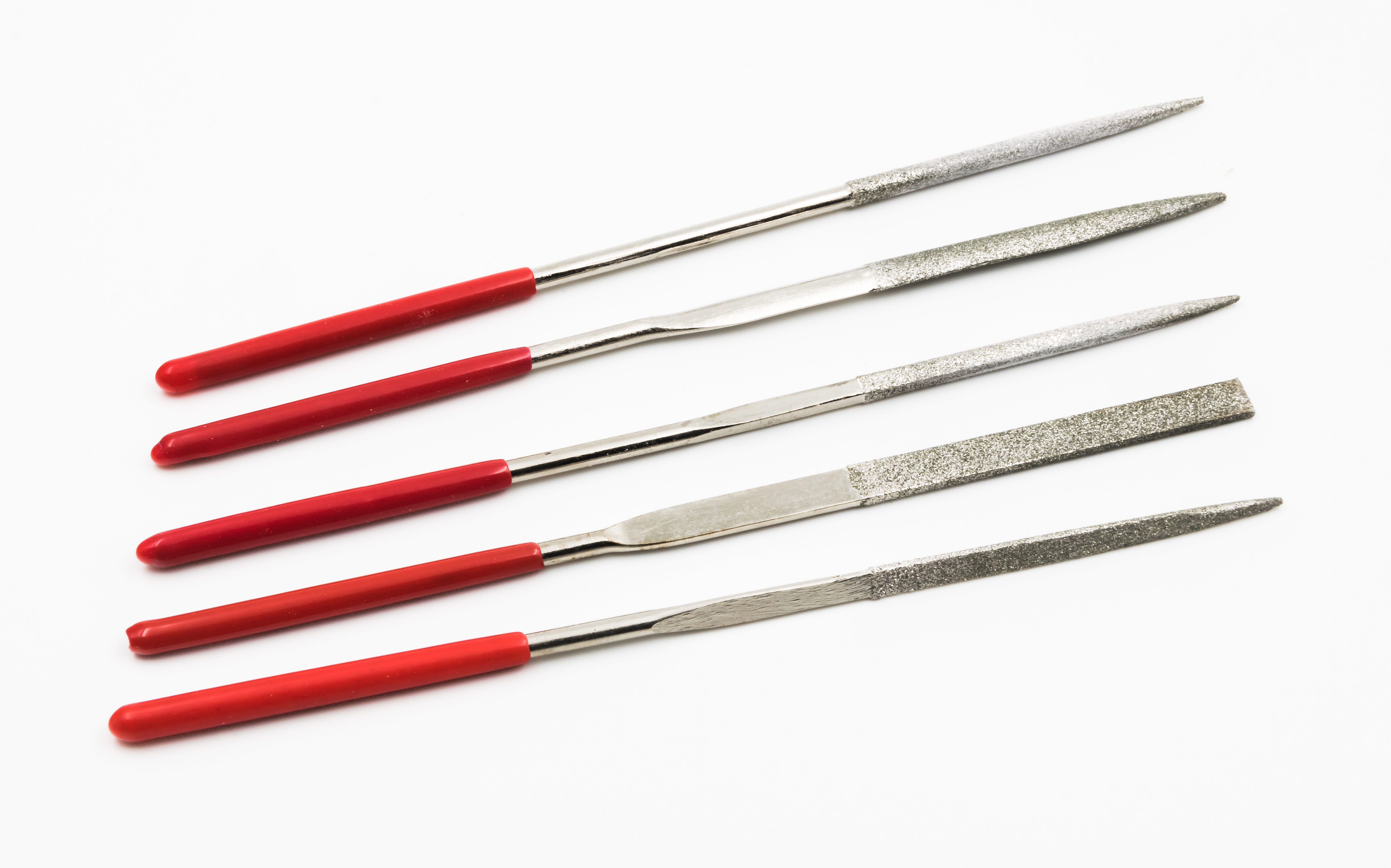
Iglaki diamentowe

Pilniki stosowane są głównie w ślusarstwie, ale są używane również w wielu innych dziedzinach. Służą do piłowania metalu, drewna, tworzyw sztucznych. Specjalne rodzaje pilników to:
- iglak – mały pilnik z bardzo drobnymi nacięciami, używany bez rękojeści do drobnych, precyzyjnych prac.
- tarnik – pilnik o dużych nacięciach i przerwach między zębami. Używany do zgrubnego piłowania miękkich metali, tworzyw sztucznych i drewna.
- pilniki do szacowania twardości stali hartowanej w skali HRC

Pilniki, zwłaszcza używane do piłowania materiałów miękkich i ciągliwych (aluminium, miedź, cynk, ołów), wymagają co jakiś czas oczyszczenia za pomocą szczotki drucianej prowadzonej wzdłuż nacięć. 
Do piłowania mechanicznego stosowane są obrabiarki zwane pilnikarkami, w których narzędziami roboczymi są pilniki podobne do pilników ręcznych, obrotowe pilniki trzpieniowe, pilniki w kształcie tarczy lub pilniki w postaci taśmy.